# Wim Meijer (PSP)
Wilhelm Hermanus Pieter (Wim) Meijer (Zwolle, 1 januari 1923 – aldaar, 15 april 2001) was een Nederlands politicus. Namens de Pacifistisch Socialistische Partij (PSP) maakte hij deel uit van de Tweede Kamer der Staten-Generaal.
Meijer groeide op in een arbeidersgezin. Na de Tweede Wereldoorlog was hij achtereenvolgens lid van de Vooruitstrevende Partij voor de Wereldregering en de Socialistische Unie (SU). Van de laatste partij was hij secretaris. Met de SU sloot hij zich in 1957 aan bij de net opgerichte PSP. Hij was onder meer lid van het partijbestuur en werd in 1962 gekozen in de gemeenteraad van Zwolle.
Meijer kwam op 5 juni 1963 in de Tweede Kamer, maar nam om gezondheidsredenen een half jaar later alweer afscheid van die functie. Later was hij opnieuw kortstondig lid van de gemeenteraad van Zwolle. In 2001 overleed hij op 78-jarige leeftijd.
- Biografisch Portaal: 71113364
- Parlement.com: vg09ll3d40z9